# Zamek w Hohenstein
Zamek w Hohenstein (niem. Burg Hohenstein) – gotycka budowla znajdująca się w Hohenstein pośród winnic wzgórz Hersbrucker Alb.

## Źródła
- Birgit Friedel: Kirchensittenbach: Die Burg Hohenstein. In: Alfried Wieczorek (Hrsg.): Ausflüge zu Archäologie, Geschichte und Kultur in Deutschland, Band 52: Nürnberg und Nürnberger Land – Ausflugsziele zwischen Pegnitz und Fränkischer Alb. Konrad Theiss Verlag, Stuttgart 2010, ISBN 978-3-8062-2368-2, S. 168–170.